# (33233) 1998 GT6
1998 GT6 (asteroide 33233) é um asteroide da cintura principal. Possui uma excentricidade de 0.21223410 e uma inclinação de 14.63750º.
Este asteroide foi descoberto no dia 2 de abril de 1998 por LINEAR em Socorro.